# Csapodya splendens
Csapodya splendens là một loài thực vật có hoa trong họ Thiến thảo. Loài này được (Breedlove & Lorence) Borhidi mô tả khoa học đầu tiên năm 2004.

## Hình ảnh

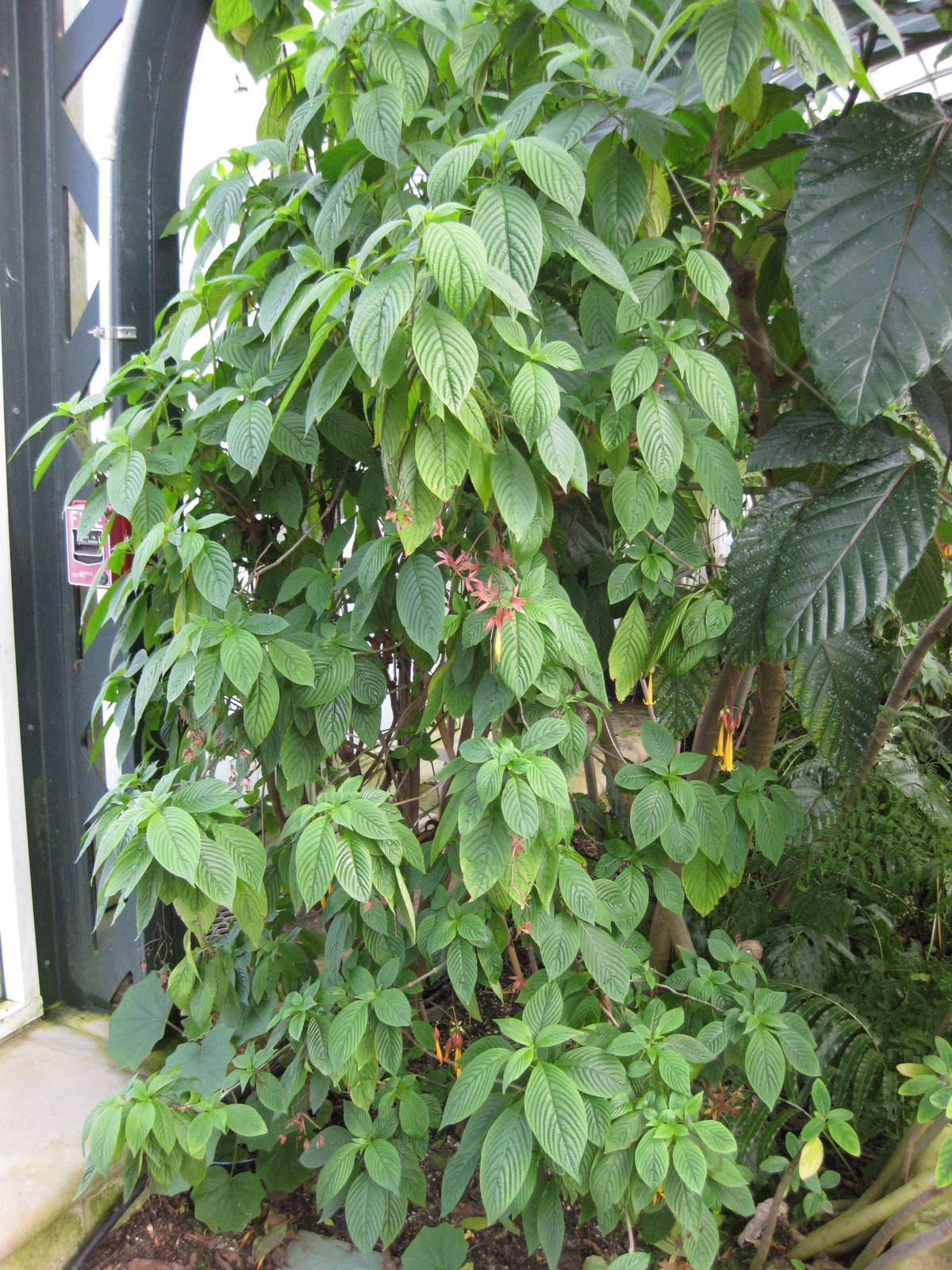
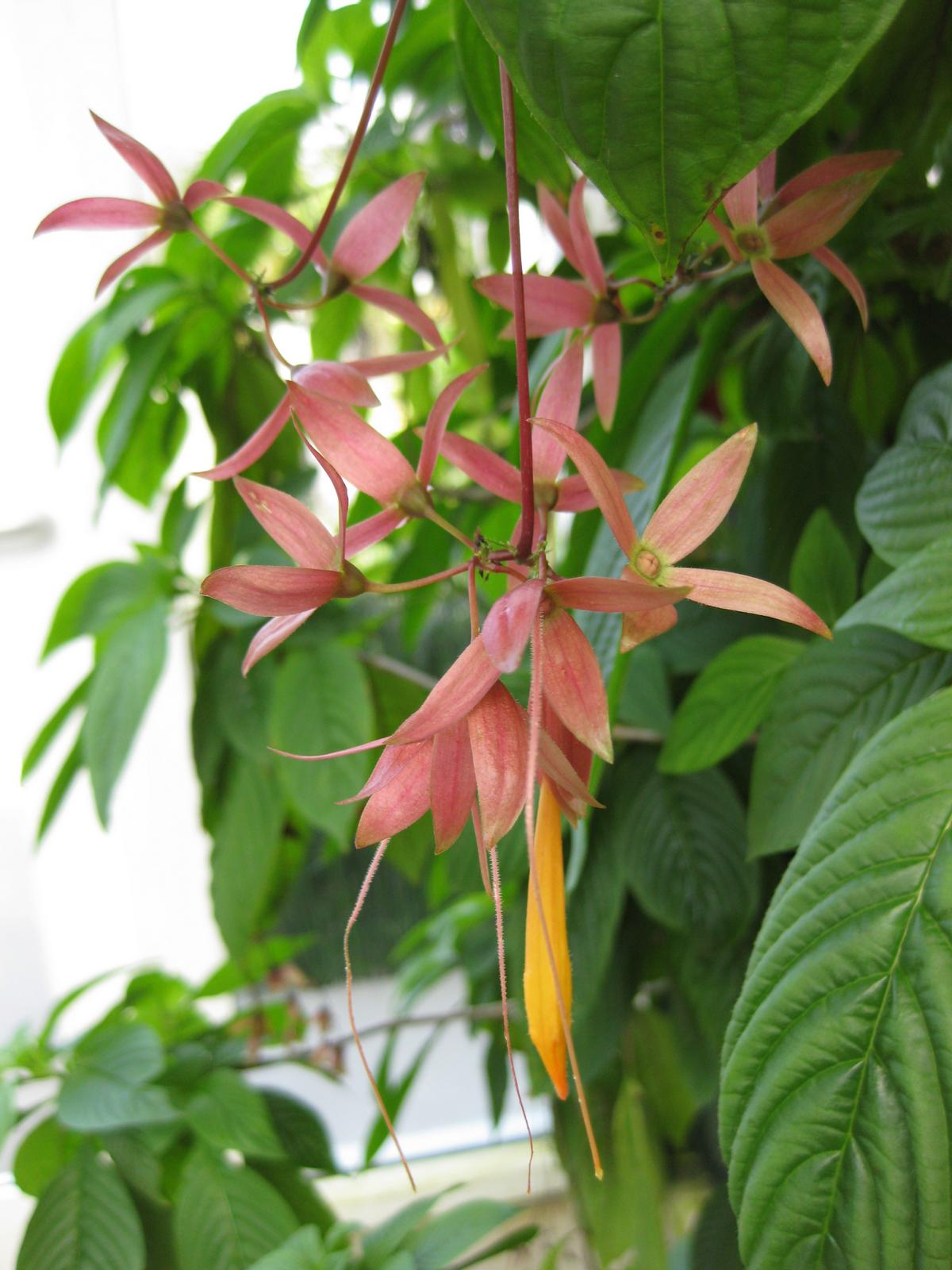
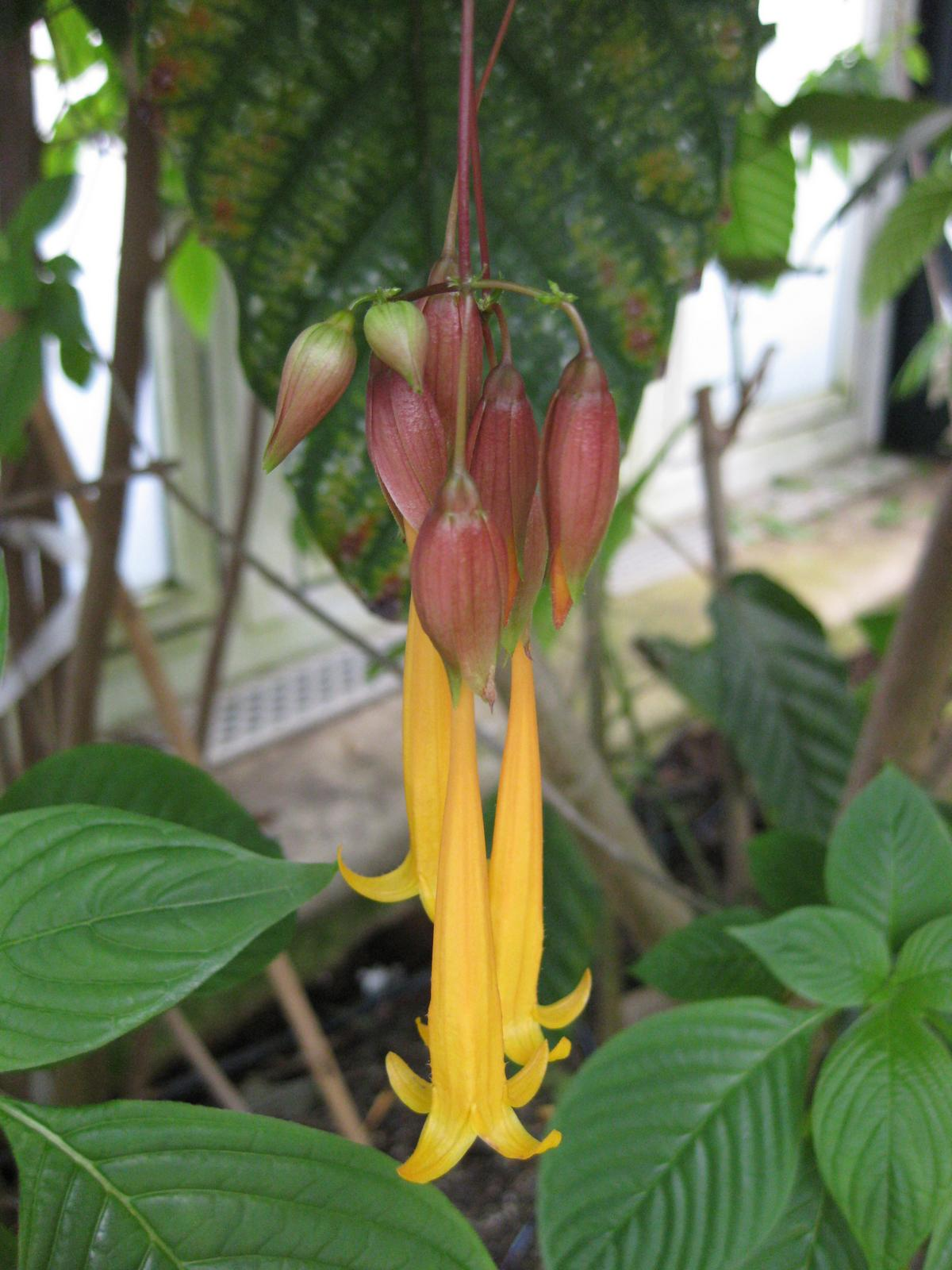
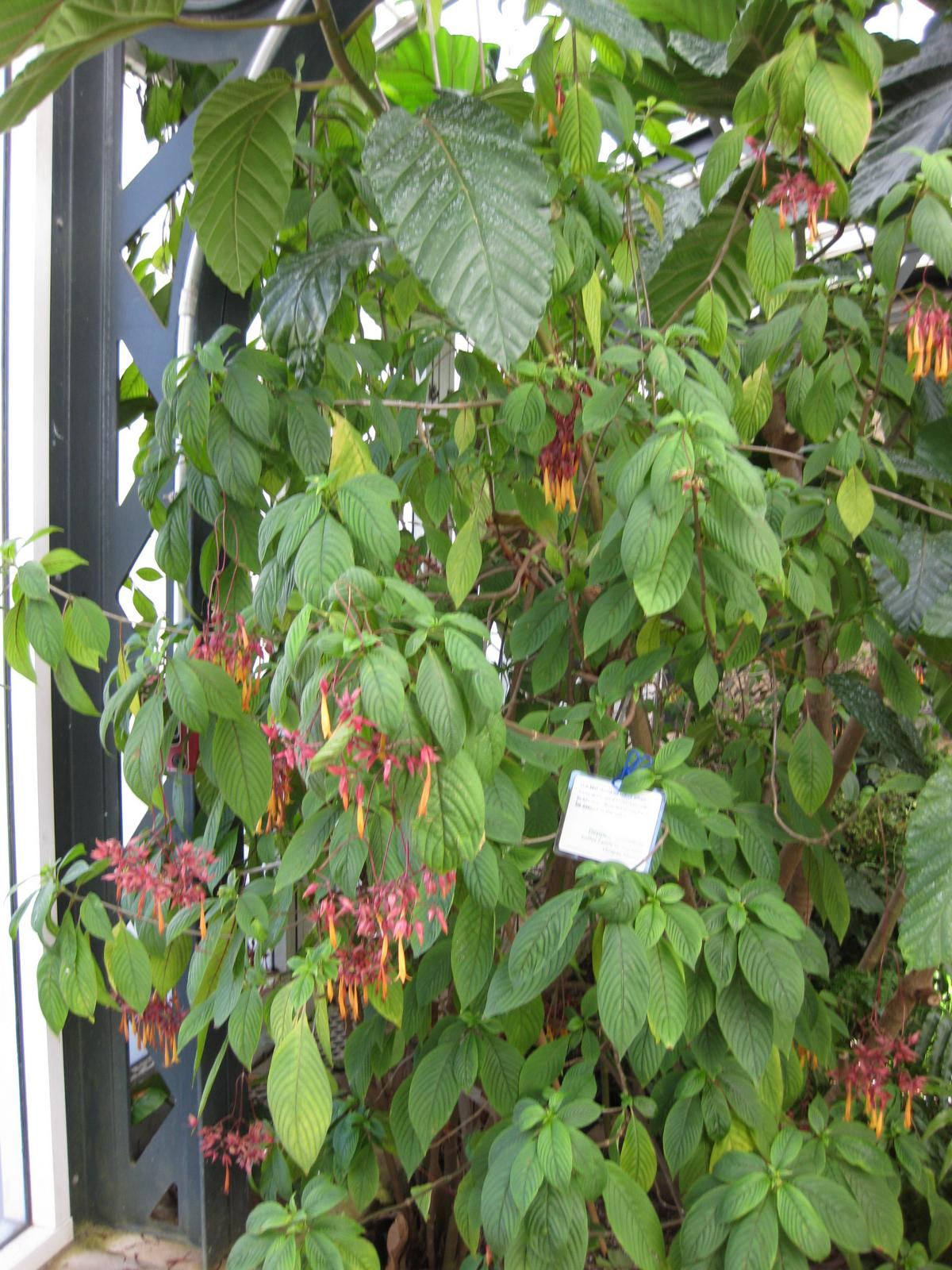